# Limes (Meix-devant-Virton)
Pour les articles homonymes, voir Limes (homonymie).
Limes est un village belge appartenant à la commune de Meix-devant-Virton, située en Région wallonne dans la province de Luxembourg. Il fait partie de la section de Gérouville.

## Géographie
Situé à deux kilomètres de Gérouville et à sept kilomètres de Meix-devant-Virton, le village de Limes fait directement face à la frontière française, vers le sud-ouest. Les terrains bâtis de Limes longent le ruisseau de la Soye, qui prend le nom de Courway à sa confluence avec le petit ru de la Planchette, au niveau de l'ancien moulin du village. Le Courway marque, à partir des habitations les plus occidentales, la frontière avec la France. Sur l'autre berge du Courway se trouve le petit hameau de Fagny, séparé de ce fait du village et situé dans la commune de Breux, dans le département de la Meuse.
Le village est traversé par la route nationale 88 reliant Florenville et Athus (Aubange).

## Histoire
Le village de Limes était, au début du XIIIe siècle, sous le contrôle du seigneur de La Ferté dans le comté de Chiny. Les habitants de Limes obtiennent toutefois de celui-ci les droits communaux le 13 avril 1254, en même temps que le village de Gérouville qui était, lui, détenu par le seigneur de Villers-devant-Orval. Ces droits leur permettent dès lors de se tourner vers d'autres lieux d'influence proches. Du point de vue du culte, la commune de Limes ne dépendait pas de la paroisse proche de Gérouville, mais de Jamoigne pourtant distante de près de 15 kilomètres. Étant dans l'impossibilité de recevoir les sacrements du prêtre de celle-ci, les villageois choisissent, une fois leur indépendance communale acquise, de se tourner vers la paroisse de Gérouville.
La localité de Limes fait par la suite l'expérience de la prospérité grâce aux forges de La Soye, construites par un dénommé Henri de Vance sous l'autorisation écrite de Charles Quint à partir de 1538. En s'installant entre Limes et Gérouville, les forges y développent dans les deux villages l'offre de travail et les activités liées à la forge. Les forges de La Soye produisent notamment des boulets de canon pour l'artillerie impériale.
L'accord paroissial entre Limes et Gérouville est de courte durée, car Gérouville est annexée par le royaume de France, ce qui, dans le cadre des guerres, ne tarde pas à poser des difficultés de maintien de la paroisse. Les habitants de Limes se tournent au XVIe siècle vers le prélat de la toute proche abbaye d'Orval, laquelle prélève dès cette période la dîme au village. Limes continue par la suite de vivre sous l'influence forte de l'abbaye. En 1636, au cœur de la guerre de Trente Ans, il est marqué comme le reste de la région par le pillage exercé par un détachement de troupes croates d'environ 8 000 hommes à la solde de Philippe IV, roi d'Espagne. Se croyant arrivés en France, ils commettent des atrocités dans le village et détruisent notamment les forges de La Soye.
Le 7 novembre 1659, le traité des Pyrénées est signé entre la France et l'Espagne. Gérouville fait toujours partie de la France tandis que Limes appartient au comté de Chiny, partie intégrante des Pays-Bas méridionaux et par voie de conséquence, de l'Espagne. Le traité des Pyrénées, en marquant l'issue d'une guerre commencée en 1635, est l'occasion pour Gérouville de changer de main et de devenir une possession espagnole, entérinant enfin les liens qu'elle entretenait de facto avec Limes depuis près de 400 ans.
Au début du XVIIIe siècle, le prélat d'Orval se trouve « dans l'impossibilité de remplir utilement ses fonctions pastorales » dans le village de Limes, ce qui marque la création d'une paroisse indépendante pour le village. Celle-ci est prononcée par l'archevêque de Trêves dans le même temps que la paroisse de Malvaux, dans le sud des Ardennes françaises (actuel Sugny). La première pierre de l'église Saint-Jean-Baptiste, ou Notre-Dame de La Paix, se tenant encore aujourd'hui sur les hauteurs de Limes, est alors posée en l'année 1709.
En 1794, le village est, comme le reste de la région, en proie aux pillages de la Révolution française. Malgré leur reconstruction après ce désastre, les forges de La Soye ne pourront se maintenir au cours du XIXe siècle et assurer leur reconversion lors de la première révolution industrielle. Limes sera alors incapable de se relever économiquement, si bien qu'en 1831, après l'indépendance de la Belgique, Limes est devenu un village mineur. Il est rattaché à Gérouville qui est devenue l'entité voisine importante, laquelle dépendra de la commune de Meix-devant-Virton à partir de 1977, avec la fusion des communes en Belgique.
Au cours des années 1970, le village connaît l'implantation d'une discothèque, qui s'est depuis le début des années 1990 reconvertie en maison privée.